# Sao Paulo (Schiff, 1922)
Die zweite Sao Paulo der Hamburg-Südamerikanischen Dampfschiffahrts-Gesellschaft (HSDG) kam 1934 vom Norddeutschen Lloyd als Alrich in die Flotte der Reederei.
1940 wurde die Sao Paulo als Transporter für das Unternehmen Weserübung eingesetzt. Sie gehörte zur „Ausfuhrstaffel“ und sollte schwere Ausrüstungsteile und Versorgungsgüter den für die Eroberung von Trondheim eingesetzten Truppen bringen und den Hafen möglichst früh nach der Besetzung erreichen. Das allein fahrende Schiff lief gegen Mitternacht am 9. April 1940 vor Bergen auf eine vom norwegischen Minenleger Tyr ausgebrachte Sperre und sank.

## Geschichte des Schiffes
Die Sao Paulo lief am 14. Dezember 1921 als Glücksburg bei den Schichau-Werken in Danzig vom Stapel und wurde am 11. Mai 1922 an die Flensburger Dampfer Compagnie von Harald Schuldt abgeliefert. Das Schiff war als Spekulationsbau von der Bauwerft begonnen worden.
Die Glücksburg war 110,26 m lang und 15,68 m breit. Vermessen war das Schiff mit 4977 BRT bei einer Tragfähigkeit von 7874 tdw. Sie war ein herkömmliches Drei-Insel-Schiff mit zwei Masten.
Der Antrieb erfolgte über eine Getriebe-Turbine von 1300 PSw zur Verfügung, die der Glücksburg eine Dienstgeschwindigkeit von 9 Knoten ermöglichte. Das im Mittelamerikadienst eingesetzte Schiff hatte eine 39-köpfige Besatzung und Platz für zehn Kajütpassagiere.
1925 wurde die nicht befriedigende Turbinenanlage durch eine Dreifach-Expansionsmaschine von 2600 PSi ersetzt., wodurch die Dienstgeschwindigkeit sich auf 10 kn erhöhte.

### Einsatz bis zum Zweiten Weltkrieg
Die Glücksburg war nur ein gutes Jahr im Dienst der Flensburger Reederei nach Mittelamerika.
Im Juli 1923 wurde das Schiff von der Bremer Roland-Linie angekauft und in Alrich umbenannt. Sie wurde im Fahrtgebiet der Reederei zur Westküste Südamerikas eingesetzt. Im Dienst des Roland erfolgte die Änderung der Antriebsanlage bei Blohm & Voss. Ab dem 1. Januar 1926 gehörte das Schiff dann dem Norddeutschen Lloyd, der die Roland-Linie eingegliedert hatte. Anfangs weiter zur Westküste eingesetzt, kam sie ab 1933 vorrangig nach Brasilien zum Einsatz.
Im Zuge der staatlichen Neugliederung der deutschen Schifffahrt und ihrer Fahrtgebiete vercharterte der NDL die Alrich 1934 an die Hamburg-Süd, die es schließlich auch erwarb. Insgesamt musste der NDL zehn Schiffe zwischen 4565 und 8777 BRT der Baujahre 1911 bis 1923 abgeben.
Die Hamburger Reederei benannt das Schiff im Dezember 1937 dann in Sao Paulo um; Heimathafen blieb allerdings Bremen.
Bei Kriegsbeginn 1939 befand sich die Sao Paulo auf der Fahrt zum La Plata im Mittelatlantik und lief dann Pernambuco an.

### Kriegseinsatz
Mitte November 1939 verlegte das Schiff in Brasilien nach Cabedelo, wo sie vorläufig verblieb. Anfang 1940 versuchte eine Reihe deutscher Schiffe, die in Brasilien auflagen, doch nach Deutschland zu entkommen. Zu ihnen gehörte auch die Sao Paulo, die am 8. Januar Brasilien verließ und nach dem erfolgreichen Blockadedurchbruch über Norwegen am 3. März 1940 in Hamburg eintraf.
Die Sao Paulo wurde sofort als Transporter für die Operation Weserübung – die deutsche Besetzung Norwegens – herangezogen. Sie wurde der „Ausfuhrstaffel“ zugeteilt, die das schwere Gerät der ersten Landungseinheiten transportieren sollte.
Am späten Abend des 4. April verließ die Sao Paulo allein etliche Stunden vor den beiden anderen für Trondheim vorgesehenen Transportern Main (7624 BRT) und Levante (4769 BRT) Brunsbüttel, um ihr Ziel rechtzeitig zu erreichen. Die drei alleinfahrenden Transporter sollten acht tschechische 10-cm-Haubitzen für zwei motorisierte Artilleriebatterien, acht 8,8-cm-Flugabwehrgeschütze für zwei Batterien sowie 18 20-mm-Flakgeschütze für eine motorisierte Einheit sowie eine Flugplatzkompanie neben weiteren militärischen Gütern transportieren.

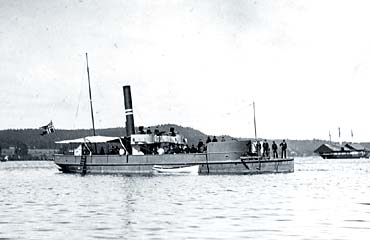
Kanonenboot 2. Klasse wie Tyr

Aus technischen Gründen lief die Sao Paulo am 7. April in Kristiansand ein. Da mit einem pünktlichen Eintreffen in Trondheim nicht mehr gerechnet werden konnte, wurde der Dampfer nach Bergen umgeleitet. Am 9. lief die Sao Paulo kurz vor Mitternacht nahe Brattholmen auf eine von norwegischen Minenlegern Uller (Bj. 1876) und Tyr (Bj. 1887) gelegte Minensperre und erhielt zwei Minentreffer. Das Schiff sank in einer halben Stunde auf der Position 60° 20′ 8″ N, 5° 11′ 30″ O. Sieben Mann starben; die Überlebenden wurden vom Fischdampfer Cremon gerettet und nach Bergen gebracht.